# Emilio Bonifacio
Emilio José Bonifacio Del Rosario (* 23. April 1985 in Santo Domingo) ist ein ehemaliger dominikanischer Baseballspieler in der Major League Baseball (MLB). Obwohl er vorwiegend als Second Baseman spielte, ist er als Allrounder bekannt (engl.: Utility-Player), das heißt, dass er auf unterschiedlichen Feldpositionen einsetzbar wae. Sein jüngerer Bruder Jorge Bonifacio ist ebenfalls Profispieler in den Minor Leagues ()MiLB.